# Haakon II di Norvegia
Haakon II di Norvegia (1147 – 7 agosto 1162) è stato re di Norvegia dal 1157 al 1162.

## Biografia
Era un figlio illegittimo di Sigurd II di Norvegia nato dalla relazione tra il re e una concubina di nome Thora.
Divenne re di Norvegia succedendo allo zio Øystein II di Norvegia, assassinato per ordine del fratellastro Inge I di Norvegia, il quale aveva ucciso anche Sigurd II.
Haakon visse durante la guerra civile norvegese, scoppiata a causa delle leggi poco chiare in materia di successione al trono. Capitava quindi che sul trono fossero presenti più sovrani.
I sostenitori di suo zio Øystein II, alla morte del re, si riunirono attorno al nipote Haakon continuando la guerra contro Inge I. Durante dei conflitti Haakon venne ucciso da Erling Skakke a Sekken, non lontano dalla città di Veøya.